# Scleria kindtiana
Scleria kindtiana är en halvgräsart som beskrevs av Karl Otto Robert Peter Paul Graebner. Scleria kindtiana ingår i släktet Scleria och familjen halvgräs.
Artens utbredningsområde är Angola. Inga underarter finns listade i Catalogue of Life.